# Bradunia improba
Bradunia improba är en fjärilsart som beskrevs av William Schaus 1916. Bradunia improba ingår i släktet Bradunia och familjen nattflyn. Inga underarter finns listade i Catalogue of Life.